# Лекарев, Филипп Андреевич
Фили́пп Андре́евич Ле́карев (1915—1965) — советский военнослужащий, младший сержант Рабоче-крестьянской Красной Армии, участник Великой Отечественной войны, Герой Советского Союза (1943).

## Биография
Родился в 1915 году в селе Никольское (ныне — Тюкалинский район Омской области). После окончания неполной средней школы работал в колхозе.
В 1941 году был призван на службу в Рабоче-крестьянскую Красную Армию. С того же года — на фронтах Великой Отечественной войны. В боях был тяжело ранен. К сентябрю 1943 года младший сержант Филипп Лекарев был наводчиком орудия 6-го артиллерийского полка 74-й стрелковой дивизии 15-го стрелкового корпуса 13-й армии Центрального фронта. Отличился во время освобождения Украинской ССР.
11-15 сентября 1943 года расчёт Лекарева поддерживал своим огнём действия стрелковых частей. Так, 13 сентября благодаря его огневой поддержке пехота смогла переправиться через Десну. В боях на плацдарме на западном берегу Десны в районе деревни Оболонье Коропского района Черниговской области, когда из строя выбыл командир орудия, заменил его собой. В критический момент боёв, когда крупная группа противника зашла в тыл советским частям, расчёт уничтожил 2 танка и около 60 солдат и офицеров.
Указом Президиума Верховного Совета СССР от 16 октября 1943 года за «мужество и героизм, проявленные в борьбе с немецкими захватчиками», младший сержант Филипп Лекарев был удостоен высокого звания Героя Советского Союза с вручением ордена Ленина и медали «Золотая Звезда» за номером 3329.
После окончания войны был демобилизован. Проживал в Ленинграде, работал кладовщиком, столяром в Военно-инженерной академии имени Можайского.
Умер 7 февраля 1965 года, похоронен на Северном кладбище Санкт-Петербурга.
Был также награждён орденом Красной Звезды и рядом медалей.